# Всероссийский научно-исследовательский институт технической физики
«Российский федеральный ядерный центр — Всероссийский научно-исследовательский институт технической физики имени академика Е. И. Забабахина» (РФЯЦ-ВНИИТФ) — федеральное государственное унитарное предприятие Государственной корпорации по атомной энергии «Росатом», расположенное в ЗАТО Снежинск.
Основным направлением деятельности ВНИИТФ является разработка ядерных боеприпасов.

## История
Инициатором создания Института выступил[уточнить] Кирилл Иванович Щёлкин, который стал первым научным руководителем и главным конструктором института. Директором института был назначен Дмитрий Ефимович Васильев.
26 марта 1954 года Совет министров СССР поручил Министерству среднего машиностроения СССР создать второй ядерный центр (дублёр КБ-11).
В. А. Малышев, Б. Л. Ванников и И. В. Курчатов предложили построить новый ядерный центр на Урале и СМ СССР постановил построить исследовательский комплекс к 1957 г., а производственный — к 1959 году.
Датой рождения ВНИИТФ считается 5 апреля 1955 года, день выхода приказа по Министерству среднего машиностроения СССР № 252 о задачах, структуре и основных руководителях нового ядерного центра НИИ-1011.
Согласно этому приказу основными задачами института является «…разработка авиационных атомных и водородных бомб различных конструкций и специальных зарядов для различных видов атомного и водородного вооружения», а также создание условий для дальнейшего роста научно-исследовательских и конструкторских кадров в этой области.
Институт был размещён на территории Каслинского района Челябинской области, для чего были отведены 120 км² в дополнение к территории посёлка «Сокол», где располагалась Лаборатория «Б», директором которой был полковник А. К. Уралец, научным руководителем — доктор Н. В. Риль, одним из основных исполнителей — профессор Н. В. Тимофеев-Ресовский. Впоследствии эту лабораторию вывели с территории посёлка «Сокол».
Сразу после организации Института должность заместителя научного руководителя занял Е. И. Забабахин, после ухода К. И. Щёлкина (1960) ставший научным руководителем и проработавший в этой должности в течение 25 лет вплоть до своей кончины.
2 марта 1962 года приказом директора предприятия п/я 150 была создана архивная служба (за архивом предприятия до 1976 года были закреплены также и все городские организации).
Указом Президиума Верховного Совета СССР от 29 июля 1966 года за заслуги в создании и производстве новой спец. техники и успешное выполнение планов 1959—1965 гг. ВНИИП (впоследствии «РФЯЦ-ВНИИТФ») был награждён орденом Ленина.
Указом Президиума Верховного Совета СССР от 16 октября 1980 года за заслуги в создании новой спец. техники ВНИИП был награждён орденом Октябрьской Революции. ВНИИТФ награждён почётной грамотой Правительства РФ (2010).
В сентябре 1988 года сотрудники института приняли участие в Совместном эксперименте по контролю (СЭК) двух взрывов на ядерных полигонах США («Кирсадж», Невада — 8 августа) и СССР («Сары-Шаган», Семипалатинск — 14 сентября). Целью проведения СЭК была проверка эффективности сейсмического и гидродинамического методов контроля, предлагаемых сторонами в рамках переговоров по соблюдению Договора 1974 года об ограничении мощности испытаний ядерного оружия. Работы советских специалистов заключались в подготовке и осуществлении взрыва на Семипалатинском испытательном полигоне (СИП), в проведении совместных с американской стороной контрольных измерений мощности этого взрыва по газодинамическому методу определения энергии взрыва (ГДМК) и в проведении аналогичных контрольных измерений при проведении взрыва СЭК на Невадском испытательном полигоне (НИП).
28 февраля 1992 года распоряжением Президента РФ № 88-РПС ВНИИ приборостроения был преобразован в Российский федеральный ядерный центр — Всероссийский научно-исследовательский институт технической физики (РФЯЦ-ВНИИТФ).
В октябре 1996 года из-за невозможности выплатить задолженности по зарплате сотрудникам предприятия в своём рабочем кабинете застрелился директор ВНИИТФ Владимир Нечай.
Указом Президента Российской Федерации в 2025 году Снежинский ядерный центр награждён орденом «За доблестный труд».

## Разработки
С самого начала институт вёл работы по разработке всевозможных ядерных зарядов — от сверхмощных до миниатюрных.
Высокозначимыми стали работы, направленные на миниатюризацию систем, обеспечение их высочайшей эффективности, улучшенных технических и эксплуатационных характеристик. Было выработано критическое отношение к развитию систем противоракетной обороны. Институт сдержанно отнёсся к программе создания сверхмощных бомб с высочайшим энерговыделением, но даже в этом классе зарядов разработка института характеризовалась повышенной эффективностью по сравнению с изделиями ВНИИЭФ.
Многие работы института велись в конкуренции с РФЯЦ-ВНИИЭФ. По ряду направлений — стратегические комплексы ВМФ, крылатые ракеты, авиабомбы, ядерные снаряды — работы выполнялись в основном в РФЯЦ-ВНИИТФ.
Испытательные штольни (объект 108-к) РФЯЦ-ВНИИТФ находились на Семипалатинском полигоне. В частности, там испытывались ядерные боевые части противоракет системы противоракетной обороны А-135 «Амур».
Большинство уникальных по различным показателям ядерных зарядов (ЯЗ) было создано в РФЯЦ-ВНИИТФ:
- принят на вооружение первый термоядерный заряд (1957)[2];
- сдана на вооружение ядерная боеголовка баллистической ракеты Р-13 для дизельной подводной лодки (1960)[2];
- закончена разработка первой водородной бомбы (1962)[2];
- самый маленький ЯЗ для артиллерийского снаряда калибра 152 мм (1975);
- самый лёгкий боевой блок для Стратегических ядерных сил;
- самый прочный и термостойкий ЯЗ, выдерживающий давление до 750 атм. и нагрев до 120 °C, предназначенный для мирных целей;
- самый ударостойкий ЯЗ, выдерживающий перегрузки более 12 000 g;
- самый экономичный по расходу делящихся материалов ЯЗ;
- самый чистый ЯЗ, предназначенный для мирных применений, в котором 99,85 % энергии получается за счёт синтеза ядер лёгких элементов;
- самый маломощный заряд — облучатель.

## Директора института
- 1955—1961 — Васильев Дмитрий Ефимович
- 1961—1964 — Леденёв Борис Николаевич
- 1964—1988 — Ломинский Георгий Павлович
- 1988—1996 — Нечай Владимир Зиновьевич
- 1996—1998 — Аврорин Евгений Николаевич (и. о.)
- 1998—2012 — Рыкованов Георгий Николаевич
- с 2012 — Михаил Евгеньевич Железнов

## Известные сотрудники
- Шибаршов Леонид Иванович — д.ф.-м.н. (1991), лауреат Ленинской премии (1980), заслуженный деятель науки Российской Федерации (2006)
- Полянский Леонид Ефремович — лауреат Ленинской премии (1967).
- Бодрашёв, Анатолий Сергеевич — ведущий конструктор, лауреат Государственной премии СССР
- Желобанов, Феликс Фёдорович — лауреат Ленинской премии
- Неуважаев, Владимир Емельянович — д.ф.-м.н., профессор, лауреат Государственной премии СССР, заслуженный деятель науки Российской Федерации
- Бибикин, Михаил Александрович — заместитель главного конструктора, лауреат Государственной премии СССР
- Криулькин, Николай Николаевич — лауреат Государственной премии СССР
- Абрамов, Лев Николаевич — лауреат Государственной премии СССР

## Санкции
24 февраля 2022 года, на фоне вторжения России на Украину, институт включен в санкционный список США как оборонное предприятие за «разработку ядерных боеголовок, поддержание боезапаса и проведения фундаментальных  и прикладных исследований». Также в отношении института введены санкции Канадой, Великобританией и Украиной.
18 декабря 2023 года институт включён в санкционный список всех стран Евросоюза так как он «получает выгоду от Правительства России, которое несёт ответственность за аннексию Крыма и дестабилизацию ситуации в Украине».